# Fantasia (album)
Fantasia Live in Tokyo is een live muziekalbum van de Britse band Asia. De concerten werden gegeven in het kader van het 25-jarig bestaan van Asia. De concerten en het album werden opgenomen in de originele samenstelling van de band, die het overigens toen maar kort met elkaar uithield (muzikale meningsverschillen). Het destijds als supergroep aangekondigde Asia komt anno 2007 muziektechnisch nog goed voor de dag; muzikaliteit en gevoel zijn echter afwezig. Het heeft er veel van weg dat de reünie meer uit financiële dan muzikale overwegingen heeft plaatsgevonden. Die mening wordt nog eens versterkt doordat werken uit de solocarrières van de vier leden aan het repertoire is toegevoegd. Het album klinkt sfeerloos. De opnamen zijn gemaakt in de Shinjuku Koseinenkin Hal te Tokio, Japan.

## Musici
- Geoff Downes – toetsen, zang;
- Steve Howe – gitaren, zang;
- Carl Palmer – drums;
- John Wetton – basgitaar en zang

## Composities
1. CD1
  1. Time again
  2. Wildest dreams
  3. One step closer
  4. Roundabout (bijdrage van Howe vanuit Yes)
  5. Without you
  6. Cutting it fine
  7. Intersection blues
  8. Fanfare for the common man (bijdrage vanuit Emerson, Lake and Palmer)
  9. The smile has left your eyes
2. CD2
  1. Don't cry
  2. In the court of the Crimson King (bijdrage van Wetton uit tijdperk King Crimson)
  3. Here comes the feeling
  4. Video kills the radio star (bijdrage van Downes vanuit tijdperk The Buggles)
  5. The heat goes on (incl. drumsolo)
  6. Only time will tell
  7. Sole survivor
  8. Ride easy
  9. Heat of the moment

## Trivia
Wat in de rest van de muziekwereld als echt ouderwets wordt geacht is een drumsolo, deze kan hier niet ontbreken, Carl Palmer probeert er iets van te maken maar haalt zijn niveau van destijds bij lange na niet (vergelijking met Welcome Back My Friends van Emerson, Lake & Palmer); ook niet als je 30 jaar leeftijdsverschil meetelt.